# Ernst Wetter
Ernst Wetter (Töss, 27 augustus 1877 - Zürich, 10 augustus 1963) was een Zwitsers politicus.
Wetter volgde een opleiding aan de kweekschool en was van 1900 tot 1903 als leraar werkzaam in Uster en daarna tot 1911 in Winterthur. Van 1911 tot 1914 studeerde hij economie aan de Universiteit Zürich en na het behalen van zijn doctoraat doceerde hij aan de kantonnale Handelsschool en sedert 1917 aan de Universiteit Zürich. 
In 1920 werd Wetter secretaris-generaal van Departement van Economische Zaken en 1922 directeur van de afdeling handel van het Departement van Economische Zaken. In 1926 werd Wetter voor de Vrijzinnige-Democratische Partij (FDP) in de Kantonsraad van Zürich gekozen (tot 1934) en in december 1929 werd hij in de Nationale Raad gekozen. 
Op 15 december 1938 werd Wetter in de Bondsraad gekozen. Hij bleef lid van de Bondsraad tot 31 december 1943. Hij beheerde het Departement van Financiën. Hij riep tijdens de Tweede Wereldoorlog op tot samenwerking tussen de diverse politieke partijen, was voorstander van gedeeltelijke perscensuur (om daarmee de neutraliteit veilig te stellen) en riep tijdens de 650-Jah-Feier (650e verjaardig van het eedgenootschap) de Zwitserse bevolking op tot kalmte.
Wetter van in 1941 bondspresident. 
Na zijn aftreden was hij opnieuw werkzaam in de economie.